# Ti West
Timon C. West (nascut el 5 d'octubre de 1980) és un director de cinema, productor, guionista, editor, director de fotografia i actor estatunidenc, més conegut pel seu treball en cinema de terror. Va dirigir les pel·lícules de terror The Roost (2005), Trigger Man (2007), The House of the Devil (2009), The Innkeepers (2011), el western In a Valley of Violence (2016) així com la sèrie de pel·lícules X. També ha actuat en diverses pel·lícules, la majoria en les dirigides per ell mateix o per Joe Swanberg.

## Infància i primers passos a la indústria
West va néixer a Wilmington (Delaware), i va assistir a la Tatnall School; ha descrit els seus antecedents com a "classe mitjana suburbana". El seu nom de pila Timon és el cognom del seu avi matern. Va trobar la vocació per crear pel·lícules després de veure Bad taste de Peter Jackson i Evil Dead de Sam Raimi. Va aparèixer en un número de tardor de 2001 de la revista Teen People. Va estudiar a l'Escola d'Arts Visuals. Allà, un dels seus professors, el guionista i director Kelly Reichardt, el va presentar a Larry Fessenden, que es va convertir en el seu mentor. Fessenden va finançar les dues primeres pel·lícules de West, The Roost (2005) i Trigger Man (2007).

## Carrera
Els primers treballs de direcció de West inclouen el curt de 2001 The Wicked i els llargmetratges The Roost (2005), Trigger Man (2007), The House of the Devil (2009), The Innkeepers (2011), i The Sacrament (2013). Va aparèixer a The Woman Who Split Before Dinner (2004) en el paper de Old Man Conrad. El 2009, va escriure, produir i dirigir la sèrie web Dead & Lonely per IFC Films. La primera sèrie la va acabar l'octubre de 2009. West va renegar de la pel·lícula de terror de 2009 Cabin Fever 2: Spring Fever, adduint la interferència massiva i la reedició. Va voler eliminar completament el seu nom de la pel·lícula i donar-ne el crèdit a la direcció d'Alan Smithee, però la seva sol·licitud va ser denegada.

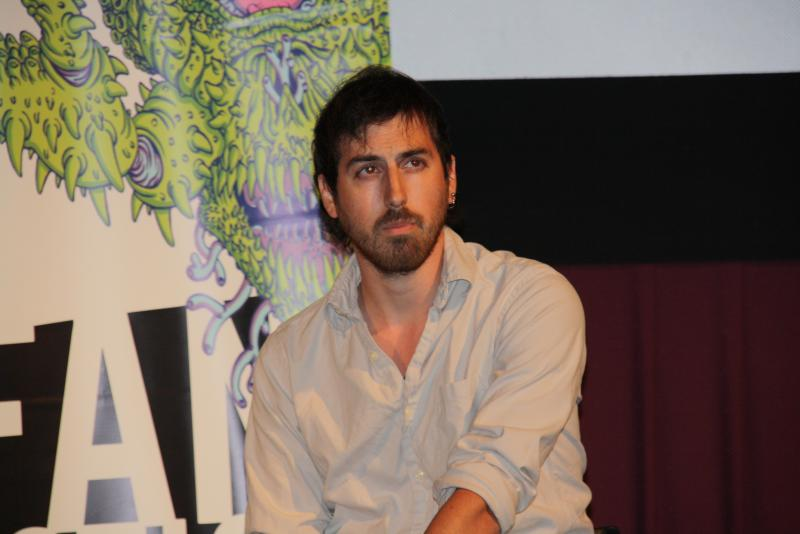
West el setembre de 2009

West havia de dirigir The Haunting in Georgia, la seqüela de The Haunting in Connecticut, però va deixar el projecte el març de 2010. El 2012, va treballar amb Adam Wingard, Simon Barrett, David Bruckner, Joe Swanberg, Glenn McQuaid i Radio Silence Productions acull Matt Bettinelli-Olpin i Chad Villella a la] pel·lícula de terror d’antologia V/H/S. Va dirigir el segment "Second Honeymoon".
Al juny de 2015, es va difondre que West dirigiria un episodi de la sèrie de televisió Scream de MTV. Va dirigir el penúltim episodi de la primera temporada, titulat "The Dance". També ha dirigit un episodi de la sèrie de terror de We TV de Jason Blum i d'Eli Roth South of Hell, titulat "Take Life Now". West va escriure, dirigir, produir i editar la pel·lícula western In a Valley of Violence, protagonitzada per Ethan Hawke, Taissa Farmiga i John Travolta. Es va estrenar al festival South by Southwest el març de 2016.
A finals de 2020, es va anunciar que A24 produiria una pel·lícula de terror titulada X, que seria dirigida per West i protagonitzada per Mia Goth, Scott Mescudi, Jenna Ortega i Brittany Snow. La pel·lícula es va estrenar el 18 de març de 2022 amb l'aclamació de la crítica. Mentre X estava en producció, el rodatge a Nova Zelanda es va aturar temporalment a causa del bloqueig del país durant la pandèmia de COVID-19, fet que va fer que West passés el temps escrivint un guió d'una preqüela. La pel·lícula, Pearl, es va rodar juntament amb X quan es va reprendre la producció. Pearl es va estrenar el setembre de 2022 amb l'aclamació de la crítica. West va confirmar més tard que estava treballant en una tercera entrega de la sèrie, una seqüela de X titulada MaXXXine.
West va dirigir el vídeo musical del senzill de Justin Timberlake "No Angels", que va ser llançat el 15 de març de 2024, com el segon senzill del sisè àlbum d'estudi d'aquest últim, Everything I Thought It Was.

## Vida personal
West està compromès amb la DJ australiana Alison Wonderland. El 13 de juny de 2023 van tenir el seu primer fill junts, anomenat Max.

## Filmografia
| Any  | Títol                       | Director | Escriptor | Productor | Muntatge | Notes                          |
| ---- | --------------------------- | -------- | --------- | --------- | -------- | ------------------------------ |
| 2005 | The Roost                   | Sí       | Sí        | No        | Sí       | També compositor               |
| 2007 | Trigger Man                 | Sí       | Sí        | Sí        | Sí       | També director de fotografia   |
| 2009 | The House of the Devil      | Sí       | Sí        | No        | Sí       |                                |
| 2009 | Cabin Fever 2: Spring Fever | Sí       | Story     | No        | No       |                                |
| 2011 | The Innkeepers              | Sí       | Sí        | Sí        | Sí       |                                |
| 2012 | V/H/S                       | Sí       | Sí        | Sí        | Sí       | Segment "Second Honeymoon"     |
| 2012 | The ABCs of Death           | Sí       | Sí        | No        | No       | Segment "M is for Miscarriage" |
| 2013 | The Sacrament               | Sí       | Sí        | Sí        | Sí       |                                |
| 2016 | In a Valley of Violence     | Sí       | Sí        | Sí        | Sí       |                                |
| 2022 | X                           | Sí       | Sí        | Sí        | Sí       |                                |
| 2022 | Pearl                       | Sí       | Sí        | Sí        | Sí       |                                |
| 2024 | MaXXXine                    | Sí       | Sí        | Sí        | Sí       |                                |

| Any  | Títol                  | Director | Guionista | Productor | Muntatge | Notes |
| ---- | ---------------------- | -------- | --------- | --------- | -------- | --- |
| 2001 | Prey                   | Sí       | Sí        | Sí        | Sí       | També director de fotografia |
| 2001 | Infested               | Sí       | Sí        | Sí        | Sí       | També director de fotografia |
| 2001 | The Wicked             | Sí       | Sí        | Sí        | Sí       | També director de fotografia |
| 2008 | Christmas Decay        | Sí       | Sí        | No        | No       | Produït per a Glass Eye Pix com a part del seu Festival de cinema en línia Creepy Christmas 2008                                    |
| 2013 | Box                    | Sí       | Sí        | No        | No       | Segment de The 3:07 AM Project, una breu antologia produïda per promocionar The Conjuring                                           |
| 2022 | The Farmer's Daughters | Sí       | Sí        | Sí        | Sí       | Recopilació cronològica de la pel·lícula porno que es va rodar a X. Publicat com a extra en els comunicats de la pel·lícula a casa. |

| Any  | Títol         | Director | Guionista | Productor |
| ---- | ------------- | -------- | --------- | --------- |
| 2009 | Dead & Lonely | Sí       | Sí        | Sí        |

| Any  | Títol                    | Paper          | Notes                        |
| ---- | ------------------------ | -------------- | ---------------------------- |
| 2005 | The Roost                | Professor      |                              |
| 2009 | The House of the Devil   | Mestre favorit |                              |
| 2011 | You're Next              | Tariq          |                              |
| 2011 | Silver Bullets           | Ben            |                              |
| 2012 | Marriage Material        |                | També director de fotografia |
| 2012 | All the Light in the Sky | Director       |                              |
| 2013 | Drinking Buddies         | Dave           |                              |

| Any  | Títol               | Episodi(s)                                              |
| ---- | ------------------- | ------------------------------------------------------- |
| 2015 | Scream              | "The Dance"                                             |
| 2015 | South of Hell       | "Take Life Now"                                         |
| 2016 | Wayward Pines       | "Exit Strategy" i "Bedtime Story"                       |
| 2017 | Outcast             | "The Common Good"                                       |
| 2017 | The Exorcist        | "Unclean"                                               |
| 2019 | The Passage         | "You Are Not That Girl Anymore"                         |
| 2019 | Chambers            | "Bad Inside" and "Heroic Dose"                          |
| 2019 | The Resident        | "Belief System"                                         |
| 2019 | Soundtrack          | "Track 3: Sam and Dante" i "Track 5: Dante and Annette" |
| 2020 | Tales from the Loop | "Enemies"                                               |
| 2021 | Them                | "Day 7: Night" i "Day 10"                               |
| 2024 | Them                | "The Box"                                               |

| Any  | Títol       | Artista           |
| ---- | ----------- | ----------------- |
| 2024 | "No Angels" | Justin Timberlake |

## Premis i nominacions
| Any  | Premi                                                                                         | Obra                                                    | Resultat  |
| ---- | --------------------------------------------------------------------------------------------- | ------------------------------------------------------- | --------- |
| 2001 | Premi al curtmetratge de la NIIIFVF al millor director - pel·lícula d'estudiants              | The Wicked                                              | Guanyador |
| 2005 | Fangoria Chainsaw Award al millor amb menys                                                   | The Roost                                               | Nominat   |
| 2009 | El millor de Puchon                                                                           | The House of the Devil                                  | Guanyador |
| 2009 | Gold Hugo per a la competició After Dark                                                      | The House of the Devil                                  | Nominat   |
| 2011 | Toronto After Dark Film Festival Premi de l'elecció dels fans a la pel·lícula més terrorífica | The Innkeepers                                          | Guanyador |
| 2011 | SXSW Spotlight Premiere Audience Award                                                        | The Innkeepers                                          | Nominat   |
| 2012 | Premi Fright Meter al millor director                                                         | The Innkeepers                                          | Nominat   |
| 2012 | Gold Hugo per a la competició After Dark                                                      | The ABCs of Death (compartit amb Kaare Andrews, et al.) | Nominat   |
| 2012 | SXSW Midnight Audience Award                                                                  | V/H/S (compartit amb Matt Bettinelli-Olpin, et al.)     | Nominat   |
| 2012 | Premi a la millor pel·lícula del Festival de Sitges                                           | V/H/S (compartit amb Matt Bettinelli-Olpin, et al.)     | Nominat   |
| 2013 | Gold Hugo per a la competició After Dark                                                      | The Sacrament                                           | Nominat   |
| 2013 | Premi Orizzonti a la millor pel·lícula al Festival de Venècia                                 | The Sacrament                                           | Nominat   |
| 2014 | Premi Fright Meter al millor muntatge                                                         | The Sacrament                                           | Nominat   |
| 2014 | Premi del Jurat de Ciència-Ficció del Festival de Gérardmer                                   | The Sacrament                                           | Guanyador |
| 2014 | Fangoria Chainsaw Award a la millor pel·lícula d'estrena limitada/directe a vídeo             | The Sacrament                                           | 3r lloc   |
| 2015 | Saló de la Fama de Fangoria                                                                   | Ella mateixa                                            | Guanyador |
| 2022 | Premi al millor director del Festival de Sitges                                               | Pearl                                                   | Guanyador |
| 2022 | Premi Bram Stoker al millor guió                                                              | Pearl                                                   | Nominat   |